# Магароскарі
Магароскарі (груз. მაღაროსკარი) — село в Грузії.
За даними перепису населення 2014 року в селі проживає 221 особа.